# Улица Грибоедова (Симферополь)
Улица Грибоедова — улица в Киевском районе Симферополя. Названа в честь поэта и дипломата Александра Грибоедова. Общая протяжённость — 1,10 км.

## Расположение
Улица соединена с проспектом Победы. Пересекается с переулком Скрипниченко, улицами Скрипниченко, 51-й армии, Стахановцев, Партизанской, Рубцова, Смирнова, Будёного и Дачной. Заканчивается на перекрёстке с Малоречинской улицей. Общая протяжённость улицы Грибоедова составляет 1,17 километров. Улица находится за больницей имени Н. А. Семашко и винодельческим заводом «Дионис».

## История
Во время немецкой оккупации в 1941—1944 носила название Крылова (нем. Krilow strasse). Позднее переименована в честь Александра Грибоедова.
На территории улицы местные жители оборудовали детскую площадку из автомобильных покрышек и пластиковых бутылок.